# NTT西日本-兵庫
株式会社NTT西日本－兵庫（エヌティティ にしにほんひょうご）は、かつて存在した西日本電信電話（NTT西日本、大阪市）の子会社。兵庫県神戸市中央区に本社を置き、電気通信設備関係や工事関係などで主に兵庫県を管轄していた。
2013年10月1日、他のNTT西日本の地域会社などとともにNTT西日本-東海へ吸収合併され、NTTビジネスソリューションズ株式会社となった。

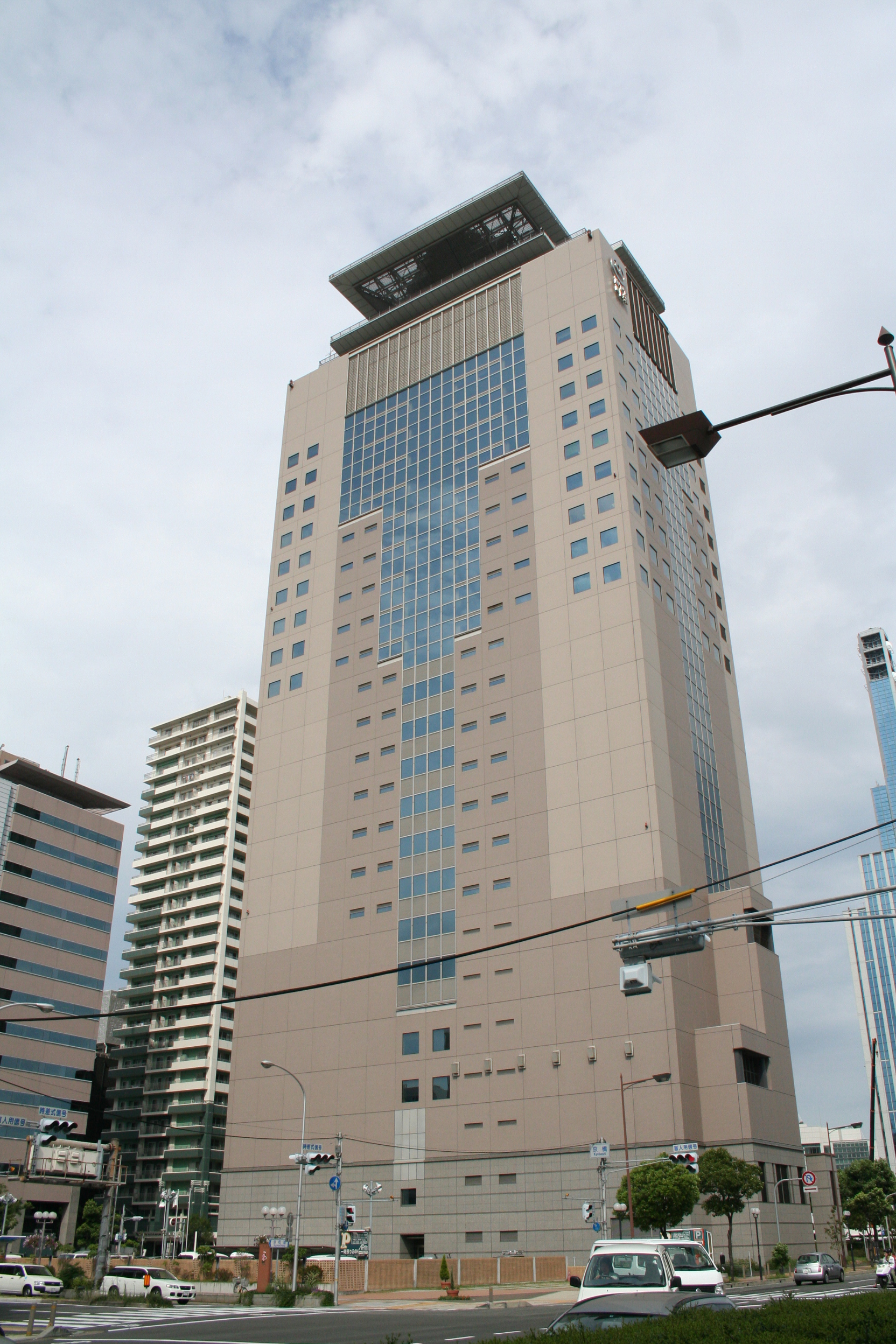
NTT西日本-兵庫本社ビル

## 概要
【本社】〒650-0024 兵庫県神戸市中央区海岸通11番

【資本金】 4,450万円 

【株主】 西日本電信電話株式会社（100％） 

【代表者】代表取締役社長  福元  秀典

## 事業内容
- 電気通信設備に関わる設備提案、設計、工事、保守、交換局管理、コンサルティング及び設備・品質管理。IP電話やインターネット接続サービスを担当。
- 西日本電信電話株式会社等からの問い合わせ、注文受付、販売業務等の受託　等

## 担当地域
- 兵庫県全域(川西市黒川・国崎を除く)。
  - ※市外局番が「06」または「072」でも収容局が兵庫県にある場合は基本的にNTT西日本-兵庫の管轄である。ただし、川西市黒川・国崎地区は収容局が大阪府豊能郡豊能町ときわ台にあるため例外でNTT西日本-関西の管轄であった。

## 不祥事
総務省がNTT西日本に業務改善命令  ユーザー情報を系列会社（NTT西日本‐兵庫）で不正に利用
総務省は、平成22年2月4日情報の不正提供があったとしてNTT西日本に業務改善命令を通達した。
情報の不正提供は、2009年8月から10月の間に行われたもの。NTT西日本の従業員が、他の電気通信事業者が入手した、電話番号移転に関わる情報を、子会社であるNTT西日本-兵庫の従業員に提供したという。さらにNTT西日本-兵庫の従業員が、販売代理店に対してこの情報を漏らした事実が判明し、一連の行為は「電気通信事業法」第29条に抵触するものと認められた。
また、NTT西日本の顧客管理システムから他社のDSL役務利用に関する情報が必要な範囲を超えて取り出し可能であった点、個人情報提供の手段や方法に関する内部規程の運用、チェック体制が不十分だった点なども、安全管理措置義務違反などに該当するとしている。
総務省では、2009年11月18日にNTT西日本に対し報告書の提出を要請。その後も1月22日に聴聞会などを実施した結果、今回の業務改善命令に至ったとしている。
さらに、NTT東日本に対しても類似する業務運営体制が認められるとし、行政指導をしたことが報告されている。